# 鹿驼科
鹿驼科（学名：Oromerycidae）是一类小型（无论是体型大小还是多样性）的已灭绝偶蹄类，与现存的骆驼密切相关，目前已知它们生存于始新世中晚期的北美洲西部。
鹿驼科被归入偶蹄目胼足亚目，该亚目还包括骆驼和数量不等的已灭绝科。一些研究者认为鹿驼科与骆驼的极度相似，足以证明在骆驼科中存在着一个亚科，即鹿驼亚科（Oromerycinae），但大多数研究者倾向于将鹿驼亚科置于一个不同的科中，尽管二者关系密切。
鹿驼科与其他早期胼足亚目非常相似，但它们缺乏这些科的特点，例如骆驼长而有力的四肢。和其他胼足亚目一样，鹿驼科有着月型齿和纤弱的四肢。事实上，口腔念珠菌只显示出少数区别于其他类型的特殊性，最显著的是前肢桡骨和尺骨的融合，最后一颗下磨牙的内眦尖和下眦尖之间有裂缝。